# Poribacteriota
Poribacteriota o Poribacteria es un filo candidato de bacterias descubierto en 2004, dominante en las comunidades microbianas que residen dentro de las esponjas marinas. Así, el nombre Poribacteriota deriva de Porifera, el nombre científico del grupo de las esponjas. Se ha propuesto que los miembros de Poribacteriota presentan una compartimentación celular en forma de microcompartimientos bacterianos. Por otra parte, el estudio de los genomas reveló diversas proteínas de la familia phyH, algunas de los cuales pueden estar relacionadas con la captación del fósforo orgánico disuelto en el agua. Los análisis genéticos sugieren que pertenece al grupo PVC.
La genómica unicelular y los enfoques de secuenciación de escopeta metagenómica revelan un rango de tamaño del genoma es de entre 4,2 y 6,5 megabases que codifican 4254 genes codificadores de proteínas, de los cuales un 24% inusualmente alto no tienen homología a genes conocidos. Entre los genes de homología identificable, las vías reconstruidas sugieren que el metabolismo central poribacteriano es capaz de glucólisis, ciclo del ácido tricarboxílico, vías de pentosa de fosfato, fosforilación oxidativa, la vía de Entner-Doudoroff y fijación de carbono autótrofo a través de la vía de Wood-Ljungdahl. Además, las poribacterias parecen participar en la desnitrificación asimilatoria y la eliminación de amoníaco con una relevancia potencial en el reciclaje de nitrógeno dentro de las esponjas. También se informa que el genoma poribacteriano contiene un número inusualmente alto de sistemas de defensa contra bacteriófagos, incluidos CRISPR-CAS y sistemas de modificación de restricción.